# آرشي إتش. ميلر
آرشي إتش. ميلر هو محامي وسياسي أمريكي، ولد في 8 يونيو 1886 في هوبكنز في الولايات المتحدة، وتوفي في 11 فبراير 1958 في مينيابوليس في الولايات المتحدة. نشط حزبياً في الحزب الجمهوري لمينيسوتا ‏ والحزب الجمهوري. وقد انتخب عضو مجلس ولاية مينيسوتا ‏.